# 景谷河
景谷河，位于中华人民共和国云南省西南部的一条河流，是威远江右岸支流。上游称振太河，发源于普洱市镇沅彝族哈尼族拉祜族自治县振太镇文平村以北的大光山西南，蜿蜒向南流经文平村、文索村、振太镇政府驻地、文东村、兴隆村、小寨村、塘坊村等地后进入景谷傣族彝族自治县西北部的景谷河水库（响水水库），进入景谷县后干流始称“景谷河”。出水库后继续蜿蜒向东南流经景谷县景谷镇政府驻地及团山村、文联村和威远镇龙塘村等地，最后于威远镇新民村芒行以东汇入威远江。河长77.2千米，流域面积634平方千米，落差1398米，河道平均比降10.5‰。